# Minage
| Оценки критиков | Оценки критиков |
| Источник        | Оценка          |
| --------------- | --------------- |
| AllMusic        | [ 1 ]           |
| Music & Media   | без оценки      |

Minage — третий студийный альбом испанской певицы Моники Наранхо, выпущенный 20 марта 2000 года на лейбле Sony Music. Альбом является данью уважения итальянской певице Мине.

## Об альбоме
В начале 1999 года Моника начала работать над альбомом вместе с продюсерами Брайаном Ролингом и Грэмом Стеком. К рабочей команде присоединился продюсерский дуэт Pumpin’ Dolls. В альбоме представлены версии многих хитов Мины, переведённых на испанский язык Хосе Мануэлем Наварро. Также для альбома была написана англоязычная песня «If You Leave Me Now», испаноанглийская песня, а также испаноязычная песня «Él se encuentra entre tú y yo», которую Моника исполнила в дуэте с самой Миной. Альбом был записан в Лондоне и Лугано.
Дебютным синглом за несколько дней до выхода альбома стала песня «Sobreviviré», она дебютировала с первой строчки в сингловом чарте и оставалась там в течение четырёх недель, в первой десятке песня провела в общей сложности одиннадцать недель. Летом был выпущен сингл «If You Leave Me Now», который также занял первое место в сингловом чарте. Последним полноценным синглом из альбома стала песня «Enamorada», которая не смогла повторить успех своих предшественников, поднявшись только до второго места.
Сам альбом был выпущен 20 марта 2000 года и в тот же день получил платиновый статус в Испании, он также дебютировал с первой строчки в альбомном чарте и продержался на ней три недели. 3 июля 2000 года было выпущено специальное издание альбома, которое включало в себя два бонус-трека: испанские версии «If You Leave Me Now» — «Seguiré sin ti» и «Enamorada». В 2020 году вышло цифровое юбилейное переиздание альбома, куда были включены все ремиксы синглов и концертные версии из одноимённого тура. В 2021 году вновь вышло переиздание под названием Puro Minage, трек-лист слегка отличался от оригинального релиза 2000 года, были убраны «If You Leave Me Now» и «Enamorada», а также добавлены пени «Llévate Ahora» и «Amore».

## Список композиций
| №   | Название                                                           | Автор(ы)                                                               | Длительность |
| --- | ------------------------------------------------------------------ | ---------------------------------------------------------------------- | ------------ |
| 1.  | «Ahora, Ahora» (Ancora, Ancora, Ancora)                            | Кристиано Мальджольо, Джан Пьетро Фелисатти                            | 4:36         |
| 2.  | «Sobreviviré» (Fiume Azzurro)                                      | Луиджи Альбертелли, Энрико Риккарди                                    | 4:57         |
| 3.  | «Perra Enamorada» (Io e te da soli)                                | Могол, Лучио Баттисти                                                  | 5:00         |
| 4.  | «Enamorada»                                                        | Фрэнк Мускер, Маттео Сагрезе, Ричард Дарбишайр, Уолтер Турбитт         | 4:21         |
| 5.  | «Qué Imposible» (L’importante è finire)                            | Кристиано Мальджольо, Альберто Анелли                                  | 4:04         |
| 6.  | «Amando Locamente» (Ancora Dolcemente)                             | Паоло Каселла, Фабио Массимо Кантини, Луиджи Лопес                     | 4:34         |
| 7.  | «If You Leave Me Now»                                              | Моника Наранхо, Грэм Стак, Джон Рид, Кристобал Сансано                 | 3:34         |
| 8.  | «Inmensidad» (L’immensità)                                         | Могол, Дон Баки, Детто Мариано                                         | 2:59         |
| 9.  | «Abismo» (L’ultima volta)                                          | Милена Канту, Фаусто Леали                                             | 5:35         |
| 10. | «Él se encuentra entre tú y yo» (дуэт с Миной)                     | Моника Наранхо, Мауро Кулотта, Фабрицио Берлинчиони, Кристобал Сансано | 4:43         |
| 11. | «Siempre Fuiste Mío» (Eccomi)                                      | Дарио Балдан Бембо, Паоло Лимити                                       | 4:15         |
| 12. | «Mi Vida Por un Hombre» (Io vivrò senza te)                        | Могол, Лучио Баттисти                                                  | 6:31         |
| 13. | «Sobreviviré» (The Groove Brothers Club Mix — Brian Rawling Remix) | Луиджи Альбертелли, Энрико Риккарди                                    | 4:05         |

## Чарты
| Чарт (2000)                      | Высшая позиция |
| -------------------------------- | -------------- |
| Европа (European Top 100 Albums) | 47             |
| Испания (PROMUSICAE)             | 1              |
| Чарт (2020)                      | Высшая позиция |
| Испания (PROMUSICAE)             | 22             |

| Чарт (2021)          | Высшая позиция |
| -------------------- | -------------- |
| Испания (PROMUSICAE) | 24             |

| Чарт (2000)          | Позиция |
| -------------------- | ------- |
| Испания (PROMUSICAE) | 22      |

## Сертификации и продажи
| Регион                                                      | Сертификация  | Продажи   |
| ----------------------------------------------------------- | ------------- | --------- |
| Испания (PROMUSICAE)                                        | 3× Платиновый | 300 000^  |
| Мексика (AMPROFON)                                          | Золотой       | 75 000^   |
| Итого                                                       |               |           |
| Мир                                                         | —             | 1 000 000 |
| ^ Данные о тиражах приведены только на основе сертификации. |               |           |